# Ікер Касільяс
І́кер Касі́льяс Ферна́ндес (ісп. Iker Casillas Fernández, МФА: [ˈiker kaˈsiʎas feɾˈnandeθ]; нар. 20 травня 1981, Мостолес, Мадрид, Іспанія) — колишній іспанський футболіст, воротар.
Екс-капітан національної збірної Іспанії, що привів її до перемог на чемпіонаті Європи 2008, чемпіонаті світу 2010 та чемпіонаті Європи 2012. Найкращий голкіпер світу 2008—2011 років за версією Міжнародної федерації футбольної історії і статистики.

## Клубна кар'єра

### «Реал»
Вихованець клубної системи мадридського «Реала», до якої потрапив у 1990 році. Протягом 1998—1999 років виступав за дублюючі склади «королівського клубу», які змагалися у нижчих лігах першості Іспанії. 1999 року дебютував у складі головної команди клубу і вже під час сезону 1999—2000 став основним голкіпером «Реала». 24 травня 2000 року, через чотири дні після свого 19-річчя, допоміг команді одержати перемогу у фіналі Ліги чемпіонів над «Валенсією» (3:0), ставши таким чином наймолодшим голкіпером, що брав участь у фіналі Ліги чемпіонів. Титул клубного чемпіона Європи 2000 року став для Ікера вже другим, оскільки під час попередньої тріумфальної для «Реала» Ліги чемпіонів 1997-98 він був включений до заявки команди на турнір і вже в 16 років формально став його переможцем.
Наприкінці сезону 2001—02 Касільяс втратив місце основного воротаря «Реала», яке зайняв Сесар Санчес. Однак у черговому для команди фіналі Ліги чемпіонів 15 травня 2002 року у другому таймі він змінив на полі травмованого Сесара і, відбивши декілька небезпечних ударів футболістів леверкузенського «Байєра», безпосередньо посприяв виграшу мадридським клубом тогорічного титулу європейських чемпіонів. Після тієї перемоги гравець впевнено відновив за собою місце у стартовому складі «Реала».
У сезоні 2007-08 гравець виграв свій четвертий титул чемпіонів Іспанії у складі «Реала». Протягом того ж сезону 26-річний гравець погодився на подовження контракту з «Реалом» на наступні 9 сезонів, до 2017 року. Крім того, цей контракт буде автоматично подовжено у випадку, якщо в сезоні 2016-17 Касільяс проведе за «Реал» щонайменше 30 офіційних матчів.
У лютому 2009 року Касільяс, якому на той час виповнилося лише 27 років, став рекордсменом «Реала» за кількістю матчів, проведених у воротах команди.
22 грудня 2012 року в матчі 17-го туру проти «Малаги» Касільяс вперше за довгий час залишився на лавці запасних за рішенням головного тренера «Реала» — Жозе Моурінью. Місце в воротах зайняв Антоніо Адан. У матчі «вершкові» зазнали поразки з рахунком 2:3. На наступний матч чемпіонату проти «Реал Сосьєдаду» Ікер також залишився в запасі. Але з'явився на полі вже на восьмій хвилині матчу, після того як Адан отримав червону картку за фол. 23 січня в матчі Кубка Іспанії з «Валенсією» Касільяс отримав перелом лівої руки. Внаслідок травми Ікер переніс операцію. Касільяс вибув з ладу на термін до 12 тижнів, про це повідомив хірург Мігель дель Серро, який робив операцію. В кінці лютого Ікер повідомив про те, що повернеться до ладу через місяць.
У січні 2013 року, після серйозної травми Касільяса, Моурінью підписав Дієго Лопеса з «Севільї». Новачок «вершкових» став основним голкіпером команди і зберіг це місце навіть після відновлення Ікера Касільяса. Після закінчення сезону Жозе Моурінью покинув команду.
У середині 2013 року було оголошено, що Карло Анчелотті буде головним тренером «Реала». Новий наставник зробив Касільяса голкіпером в Лізі чемпіонів і Кубку Іспанії, а Дієго Лопес виступав у чемпіонаті.

### «Порту»
6 березня 2018 року Касільяс у матчі-відповіді 1/8 фіналу Ліги чемпіонів з «Ліверпулем» (0:0) залишив свої ворота в недоторканності. У цьому матчі він встановив два рекорди — за кількістю зіграних ігор (167 матчів) і за кількістю сухих матчів (57 матчів) у турнірі.

## Виступи у збірних
Почав викликатися до збірних команд Іспанії з 16-річного віку. Протягом 1997—2000 років відіграв у 41 матчі на юнацькому та молодіжному рівнях.
2000 року 18-річний воротар був уперше включений до заявки національної збірної Іспанії (для участі у чемпіонаті Європи 2000 року). Дебютував у складі національної команди у червні того ж року у контрольному матчі проти збірної Швеції в рамках підготовки до фінальної частини чемпіонату Європи. На момент дебюту в збірній гравцеві виповнилося 19 років та 14 днів. Безпосередньо під час матчів Євро-2000 на поле не виходив, перебуваючи у запасі.
Вже на наступному великому міжнародному турнірі, чемпіонаті світу 2002 року, став основним голкіпером іспанців, насамперед через травму головного конкурента за місце у воротах збірної Сантьяго Каньїсареса. Впевнена гра 21-річного Касільяса на турнірі забезпечила молодому воротареві постійне місце в основі національної збірної.
Був основним голкіпером іспанців на чемпіонаті Європи 2004 та чемпіонаті світу 2006.

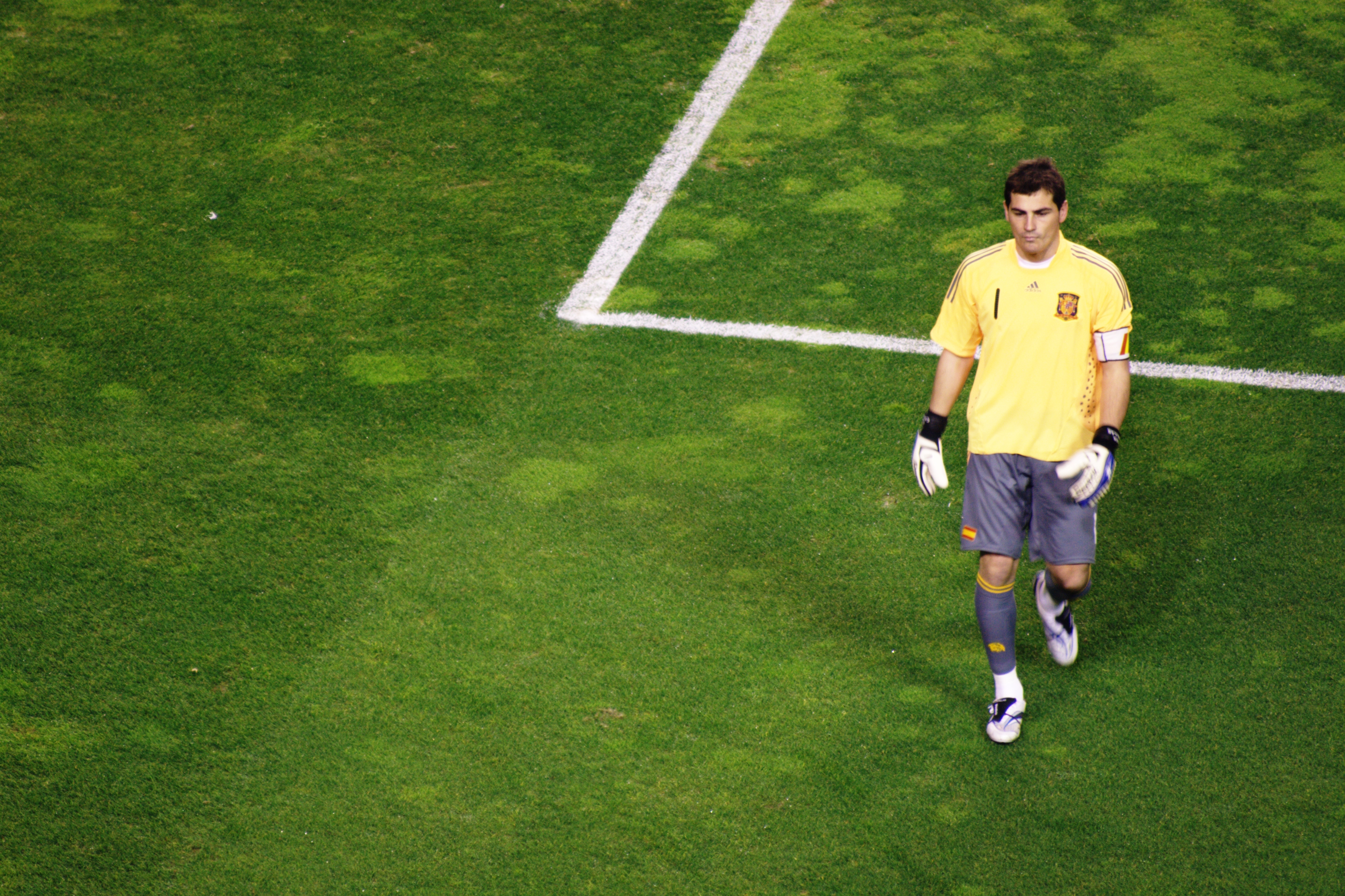
Ікер Касільяс з капітанською пов'язкою збірної Іспанії.

Перед чемпіонатом Європи 2008 головний тренер іспанців Луїс Арагонес вирішив не включати до складу збірної її багаторічного капітана Рауля Гонсалеса і Касільяс отримав капітанську пов'язку національної команди. Під час фінального турніру Євро-2008 капітан відстояв у воротах команди у перших двох матчах групового турніру у групі D, після яких іспанці достроково забезпечили собі вихід з групи і на останній матч групового етапу місце у воротах зайняв дублер Касільяса Хосе Рейна. Після завершення групового етапу Касільяс повернувся у ворота збірної Іспанії, і забезпечив їй перемогу у чвертьфіналі над італійцями — основний і доданий час матчу завершилися без забитих голів, а в серії післяматчевих пенальті Касільяс відбив два удари італійців, на один більше, ніж його італійський візаві Джанлуїджі Буффон. У матчах півфіналу і фіналу капітан збірної Іспанії знову не пропустив жодного голу і його команда здолала відповідно збірну Росії (3:0) та Німеччини (1:0). Таким чином, у п'яти матчах турніру, проведених Касільясом, він пропустив лише два голи, причому обидва на груповій стадії змагання. За результатами Євро-2008 збірна Іспанії стала чемпіонами Європи, а її капітан увійшов до символічної збірної турніру.
9 вересня 2009 року Касільяс побив рекорд легендарного голкіпера Андоні Субісаретти, провівши 57-й у кар'єрі «сухий» матч у воротах збірної Іспанії.
Товариська зустріч проти збірної Аргентини 14 листопада 2009 року стала 100-м офіційним матчем 28-річного Касільяса у складі національної збірної Іспанії. І наразі він має гарні шанси стати рекордсменом збірної Іспанії за кількістю проведених у її складі матчів, поточний рекорд також належить Субісаретті та становить 126 ігор.
Був включений до складу збірної Іспанії для участі у тріумфальному для команди чемпіонаті світу 2010, на матчі якого також виводив свою команду на поле як капітан. Касільяс відстояв у воротах іспанців протягом усіх семи матчів турніру, пропустивши при цьому лише 2 голи, причому обидва — ще на груповому етапі. Увійшов в історію збірної Іспанії як перший капітан, що привів команду до перемоги на першості світу. За результатами чемпіонату світу 2010 року був визнаний найкращим воротарем турніру.
27 березня 2015 року зіграв у матчі проти збірної України, який став для нього 161-м за збірну загалом і 100-м в офіційних іграх у рамках чемпіонатів Європи та світу. Він став лише третім футболістом після Клаудіо Суареса і Рігоберта Сонга, якому вдалося перетнути межу у 100 зіграних офіційних матчів.

## Особисте життя
З 2016 по 2021 роки був одружений з іспанською ведучою та спортивною журналісткою Сарою Карбонеро, з якою має двох синів: Мартіна (2014) та Лукаса (2016).

## Статистика виступів

### Статистика клубних виступів
Станом на 6 березня 2019 року.
| Клуб              | Сезон             | Чемпіонат | Чемпіонат | Кубок | Кубок | Єврокубки | Єврокубки | Інше | Інше | Усього | Усього |
| Клуб              | Сезон             | Ігри      | Голи      | Ігри  | Голи  | Ігри      | Голи      | Ігри | Голи | Ігри   | Голи   |
| ----------------- | ----------------- | --------- | --------- | ----- | ----- | --------- | --------- | ---- | ---- | ------ | ------ |
| «Реал Мадрид»     |                   |           |           |       |       |           |           |      |      |        |        |
| 1999-00           | 27                | -23       | 5         | -1    | 12    | -19       | 3         | -5   | 47   | -48    |        |
| 2000-01           | 34                | -37       | 0         | 0     | 11    | -15       | 2         | -4   | 47   | -56    |        |
| 2001-02           | 25                | -27       | 5         | -5    | 9     | -6        | 1         | 0    | 40   | -38    |        |
| 2002-03           | 38                | -42       | 0         | 0     | 15    | -21       | 2         | -1   | 55   | -64    |        |
| 2003-04           | 37                | -50       | 2         | -1    | 9     | -10       | 2         | -2   | 50   | -63    |        |
| 2004-05           | 37                | -30       | 0         | 0     | 10    | -11       | 0         | 0    | 47   | -41    |        |
| 2005-06           | 37                | -38       | 4         | -6    | 7     | -9        | 0         | 0    | 48   | -51    |        |
| 2006-07           | 38                | -40       | 0         | 0     | 7     | -10       | 0         | 0    | 45   | -50    |        |
| 2007-08           | 36                | -32       | 0         | 0     | 8     | -13       | 2         | -6   | 46   | -51    |        |
| 2008-09           | 38                | -52       | 0         | 0     | 7     | -10       | 2         | -5   | 47   | -67    |        |
| 2009-10           | 38                | -35       | 0         | 0     | 8     | -9        | 0         | 0    | 46   | -44    |        |
| 2010-11           | 35                | -32       | 8         | -2    | 11    | -6        | 0         | 0    | 54   | -40    |        |
| 2011-12           | 37                | 31        | 4         | 6     | 10    | 7         | 2         | 5    | 53   | 49     |        |
| 2012-13           | 19                | 16        | 3         | 0     | 5     | 8         | 2         | 4    | 29   | 28     |        |
| 2013-14           | 2                 | 2         | 9         | 1     | 13    | 9         | 0         | 0    | 24   | 12     |        |
| 2014-15           | 32                | 35        | 0         | 0     | 10    | 9         | 5         | 2    | 47   | 46     |        |
| Усього            | 510               | 525       | 40        | 22    | 152   | 170       | 23        | 34   | 725  | 751    |        |
| «Порту»           | 2015-16           | 32        | 28        | 0     | 0     | 8         | 11        | 0    | 0    | 40     | 39     |
| «Порту»           | 2016-17           | 33        | 16        | 0     | 0     | 10        | 7         | 0    | 0    | 43     | 23     |
| «Порту»           | 2017-18           | 20        | 10        | 8     | 6     | 3         | 3         | 0    | 0    | 31     | 19     |
| «Порту»           | 2018-19           | 24        | 14        | 0     | 0     | 7         | 8         | 1    | 1    | 32     | 23     |
| «Порту»           | Усього            | 109       | 68        | 8     | 6     | 28        | 29        | 1    | 1    | 146    | 104    |
| Усього за кар'єру | Усього за кар'єру | 619       | 593       | 48    | 28    | 180       | 199       | 24   | 35   | 871    | 855    |

### Статистика виступів за збірну

#### Зведена статистика
| Збірна  | Рік    | Товариські | Товариські | Чемпіонат світу | Чемпіонат світу | Чемпіонат Європи | Чемпіонат Європи | Кубок Конфедерацій | Кубок Конфедерацій | Усього | Усього |
| Збірна  | Рік    | Ігри       | Голи       | Ігри            | Голи            | Ігри             | Голи             | Ігри               | Голи               | Ігри   | Голи   |
| ------- | ------ | ---------- | ---------- | --------------- | --------------- | ---------------- | ---------------- | ------------------ | ------------------ | ------ | ------ |
| Іспанія | 2000   | 3          | -3         | 3               | -2              | 0                | 0                | 0                  | 0                  | 6      | -5     |
| Іспанія | 2001   | 3          | -2         | 2               | 0               | 0                | 0                | 0                  | 0                  | 5      | -2     |
| Іспанія | 2002   | 4          | -1         | 5               | -5              | 2                | 0                | 0                  | 0                  | 11     | -6     |
| Іспанія | 2003   | 3          | -1         | 1               | -2              | 6                | -4               | 0                  | 0                  | 10     | -7     |
| Іспанія | 2004   | 6          | -3         | 3               | -1              | 3                | -2               | 0                  | 0                  | 12     | -6     |
| Іспанія | 2005   | 1          | 0          | 9               | -4              | 0                | 0                | 0                  | 0                  | 10     | -4     |
| Іспанія | 2006   | 4          | -3         | 3               | -4              | 3                | -5               | 0                  | 0                  | 10     | -12    |
| Іспанія | 2007   | 1          | 0          | 0               | 0               | 8                | -3               | 0                  | 0                  | 9      | -3     |
| Іспанія | 2008   | 7          | -1         | 2               | 0               | 6                | -2               | 0                  | 0                  | 15     | -3     |
| Іспанія | 2009   | 4          | -1         | 5               | -3              | 0                | 0                | 4                  | -4                 | 13     | -8     |
| Іспанія | 2010   | 5          | -7         | 7               | -2              | 3                | -3               | 0                  | 0                  | 15     | -12    |
| Іспанія | 2011   | 7          | -5         | 0               | 0               | 4                | -2               | 0                  | 0                  | 11     | -7     |
| Іспанія | 2012   | 7          | -1         | 3               | -1              | 6                | -1               | 0                  | 0                  | 16     | -3     |
| Іспанія | 2013   | 4          | 0          | 2               | 0               | 0                | 0                | 3                  | -4                 | 9      | -4     |
| Іспанія | 2014   | 3          | 0          | 2               | -7              | 3                | -2               | 0                  | 0                  | 8      | -9     |
| Іспанія | 2015   | 1          | 0          | 0               | 0               | 4                | 0                | 0                  | 0                  | 5      | 0      |
| Іспанія | 2016   | 2          | 0          | 0               | 0               | 0                | 0                | 0                  | 0                  | 2      | 0      |
| Іспанія | УСЬОГО | 67         | -29        | 47              | -32             | 48               | -24              | 7                  | -8                 | 167    | -94    |

#### Усі матчі
| Дата       | Місто              | Господарі            | Результат               | Гості                | Турнір                | Голи | Примітки               |
| ---------- | ------------------ | -------------------- | ----------------------- | -------------------- | --------------------- | ---- | ---------------------- |
| 3-6-2000   | Гетеборг           | Швеція               | 1 – 1                   | Іспанія              | товариський матч      | -1   |                        |
| 7-6-2000   | Люксембург         | Люксембург           | 0 – 1                   | Іспанія              | товариський матч      | -    |                        |
| 2-9-2000   | Сараєво            | Боснія і Герцеговина | 1 – 2                   | Іспанія              | Відбір до ЧС 2002     | -1   |                        |
| 7-10-2000  | Мадрид             | Іспанія              | 2 – 0                   | Ізраїль              | Відбір до ЧС 2002     | -    |                        |
| 11-10-2000 | Відень             | Австрія              | 1 – 1                   | Іспанія              | Відбір до ЧС 2002     | -1   |                        |
| 15-11-2000 | Севілья            | Іспанія              | 1 – 2                   | Нідерланди           | товариський матч      | -2   |                        |
| 28-2-2001  | Бірмінгем          | Англія               | 3 – 0                   | Іспанія              | товариський матч      | -2   | 64'                    |
| 24-3-2001  | Аліканте           | Іспанія              | 5 – 0                   | Ліхтенштейн          | Відбір до ЧС 2002     | -    |                        |
| 25-4-2001  | Кордова            | Іспанія              | 1 – 0                   | Японія               | товариський матч      | -    |                        |
| 5-9-2001   | Вадуц              | Ліхтенштейн          | 0 – 2                   | Іспанія              | Відбір до ЧС 2002     | -    |                        |
| 14-11-2001 | Уельва             | Іспанія              | 1 – 0                   | Мексика              | товариський матч      | -    | 80'                    |
| 13-2-2002  | Барселона          | Іспанія              | 1 – 1                   | Португалія           | товариський матч      | -1   |                        |
| 17-4-2002  | Белфаст            | Північна Ірландія    | 0 – 5                   | Іспанія              | товариський матч      | -    |                        |
| 2-6-2002   | Кванджу            | Іспанія              | 3 – 1                   | Словенія             | ЧС 2002 - 1-й етап    | -1   |                        |
| 7-6-2002   | Чонджу             | Іспанія              | 3 – 1                   | Парагвай             | ЧС 2002 - 1-й етап    | -1   |                        |
| 12-6-2002  | Теджон             | ПАР                  | 2 – 3                   | Іспанія              | ЧС 2002 - 1-й етап    | -2   |                        |
| 16-6-2002  | Сувон              | Іспанія              | 1 – 1 (3 - 2 п.п.)      | Ірландія             | ЧС 2002 - 1/8 фіналу  | -1   |                        |
| 22-6-2002  | Кванджу            | Іспанія              | 0 – 0 (3 - 5 п.п.)      | Південна Корея       | ЧС 2002 - чвертьфінал | -    |                        |
| 21-8-2002  | Будапешт           | Угорщина             | 1 – 1                   | Іспанія              | товариський матч      | -    |                        |
| 7-9-2002   | Афіни              | Греція               | 0 – 2                   | Іспанія              | Відбір до ЧЄ 2004     | -    |                        |
| 12-10-2002 | Альбасете          | Іспанія              | 3 – 0                   | Північна Ірландія    | Відбір до ЧЄ 2004     | -    |                        |
| 20-11-2002 | Гранада            | Іспанія              | 1 – 0                   | Болгарія             | товариський матч      | -    |                        |
| 12-2-2003  | Лас-Пальмас        | Іспанія              | 3 – 1                   | Німеччина            | товариський матч      | -1   | 84'                    |
| 29-3-2003  | Київ               | Україна              | 2 – 2                   | Іспанія              | Відбір до ЧЄ 2004     | -2   |                        |
| 2-4-2003   | Леон               | Іспанія              | 3 – 0                   | Вірменія             | Відбір до ЧЄ 2004     | -    |                        |
| 30-4-2003  | Мадрид             | Іспанія              | 4 – 0                   | Еквадор              | товариський матч      | -    | 75'                    |
| 7-6-2003   | Сарагоса           | Іспанія              | 0 – 1                   | Греція               | Відбір до ЧЄ 2004     | -1   |                        |
| 11-6-2003  | Белфаст            | Північна Ірландія    | 0 – 0                   | Іспанія              | Відбір до ЧЄ 2004     | -    |                        |
| 6-9-2003   | Гімарайнш          | Португалія           | 0 – 3                   | Іспанія              | товариський матч      | -    |                        |
| 10-9-2003  | Ельче              | Іспанія              | 2 – 1                   | Україна              | Відбір до ЧЄ 2004     | -1   |                        |
| 11-10-2003 | Єреван             | Вірменія             | 0 – 4                   | Іспанія              | Відбір до ЧЄ 2004     | -    |                        |
| 14-11-2003 | Валенсія           | Іспанія              | 2 – 1                   | Норвегія             | Відбір до ЧЄ 2004     | -1   |                        |
| 19-11-2003 | Осло               | Норвегія             | 0 – 3                   | Іспанія              | Відбір до ЧЄ 2004     | -    |                        |
| 18-2-2004  | Барселона          | Іспанія              | 2 – 1                   | Перу                 | товариський матч      | -1   |                        |
| 31-3-2004  | Хіхон              | Іспанія              | 2 – 0                   | Данія                | товариський матч      | -    |                        |
| 28-4-2004  | Генуя              | Італія               | 1 – 1                   | Іспанія              | товариський матч      | -1   |                        |
| 5-6-2004   | Хетафе             | Іспанія              | 4 – 0                   | Андорра              | товариський матч      | -    |                        |
| 12-6-2004  | Фару               | Іспанія              | 1 – 0                   | Росія                | ЧЄ 2004 - 1-й етап    | -    |                        |
| 16-6-2004  | Порту              | Греція               | 1 – 1                   | Іспанія              | ЧЄ 2004 - 1-й етап    | -1   |                        |
| 20-6-2004  | Лісабон            | Іспанія              | 0 – 1                   | Португалія           | ЧЄ 2004 - 1-й етап    | -1   |                        |
| 3-9-2004   | Валенсія           | Іспанія              | 1 – 1                   | Шотландія            | товариський матч      | -1   |                        |
| 8-9-2004   | Зениця             | Боснія і Герцеговина | 1 – 1                   | Іспанія              | Відбір до ЧС 2006     | -1   |                        |
| 9-10-2004  | Сантандер          | Іспанія              | 2 – 0                   | Бельгія              | Відбір до ЧС 2006     | -    |                        |
| 13-10-2004 | Вільнюс            | Литва                | 0 – 0                   | Іспанія              | Відбір до ЧС 2006     | -    |                        |
| 17-11-2004 | Мадрид             | Іспанія              | 1 – 0                   | Англія               | товариський матч      | -    |                        |
| 9-2-2005   | Альмерія           | Іспанія              | 5 – 0                   | Сан-Марино           | Відбір до ЧС 2006     | -    |                        |
| 26-3-2005  | Саламанка          | Іспанія              | 3 – 0                   | КНР                  | товариський матч      | -    |                        |
| 30-3-2005  | Белград            | Сербія та Чорногорія | 0 – 0                   | Іспанія              | Відбір до ЧС 2006     | -    |                        |
| 4-6-2005   | Валенсія           | Іспанія              | 1 – 0                   | Литва                | Відбір до ЧС 2006     | -    |                        |
| 8-6-2005   | Валенсія           | Іспанія              | 1 – 1                   | Боснія і Герцеговина | Відбір до ЧС 2006     | -1   |                        |
| 7-9-2005   | Мадрид             | Іспанія              | 1 – 1                   | Сербія та Чорногорія | Відбір до ЧС 2006     | -1   |                        |
| 8-10-2005  | Брюссель           | Бельгія              | 0 – 2                   | Іспанія              | Відбір до ЧС 2006     | -    |                        |
| 13-10-2005 | Сан-Марино (місто) | Сан-Марино           | 0 – 6                   | Іспанія              | Відбір до ЧС 2006     | -    |                        |
| 12-11-2005 | Мадрид             | Іспанія              | 5 – 1                   | Словаччина           | Відбір до ЧС 2006     | -1   |                        |
| 16-11-2005 | Братислава         | Словаччина           | 1 – 1                   | Іспанія              | Відбір до ЧС 2006     | -1   |                        |
| 1-3-2006   | Вальядолід         | Іспанія              | 3 – 2                   | Кот-д'Івуар          | товариський матч      | -2   |                        |
| 27-5-2006  | Альбасете          | Іспанія              | 0 – 0                   | Росія                | товариський матч      | -    |                        |
| 3-6-2006   | Ельче              | Іспанія              | 2 – 0                   | Єгипет               | товариський матч      | -    |                        |
| 14-6-2006  | Лейпциг            | Іспанія              | 4 – 0                   | Україна              | ЧС 2006 - 1-й етап    | -    |                        |
| 19-6-2006  | Штутгарт           | Іспанія              | 3 – 1                   | Туніс                | ЧС 2006 - 1-й етап    | -1   |                        |
| 27-6-2006  | Ганновер           | Іспанія              | 1 – 3                   | Франція              | ЧС 2006 - 1/8 фіналу  | -3   |                        |
| 2-9-2006   | Бадахос            | Іспанія              | 4 – 0                   | Ліхтенштейн          | Відбір до ЧЄ 2008     | -    |                        |
| 6-9-2006   | Белфаст            | Північна Ірландія    | 3 – 2                   | Іспанія              | Відбір до ЧЄ 2008     | -3   |                        |
| 7-10-2006  | Стокгольм          | Швеція               | 2 – 0                   | Іспанія              | Відбір до ЧЄ 2008     | -2   |                        |
| 15-11-2006 | Кадіс              | Іспанія              | 0 – 1                   | Румунія              | товариський матч      | -1   |                        |
| 7-2-2007   | Манчестер          | Англія               | 0 – 1                   | Іспанія              | товариський матч      | -    |                        |
| 24-3-2007  | Мадрид             | Іспанія              | 2 – 1                   | Данія                | Відбір до ЧЄ 2008     | -1   |                        |
| 28-3-2007  | Пальма (місто)     | Іспанія              | 1 – 0                   | Ісландія             | Відбір до ЧЄ 2008     | -    |                        |
| 2-6-2007   | Рига               | Латвія               | 0 – 2                   | Іспанія              | Відбір до ЧЄ 2008     | -    |                        |
| 8-9-2007   | Рейк'явік          | Ісландія             | 1 – 1                   | Іспанія              | Відбір до ЧЄ 2008     | -1   |                        |
| 12-9-2007  | Ов'єдо             | Іспанія              | 2 – 0                   | Латвія               | Відбір до ЧЄ 2008     | -    |                        |
| 13-10-2007 | Орхус              | Данія                | 1 – 3                   | Іспанія              | Відбір до ЧЄ 2008     | -1   |                        |
| 17-11-2007 | Мадрид             | Іспанія              | 3 – 0                   | Швеція               | Відбір до ЧЄ 2008     | -    |                        |
| 6-2-2008   | Малага             | Іспанія              | 1 – 0                   | Франція              | товариський матч      | -    |                        |
| 26-3-2008  | Ельче              | Іспанія              | 1 – 0                   | Італія               | товариський матч      | -    |                        |
| 31-5-2008  | Уельва             | Іспанія              | 2 – 1                   | Перу                 | товариський матч      | -1   |                        |
| 4-6-2008   | Сантандер          | Іспанія              | 1 – 0                   | США                  | товариський матч      | -    |                        |
| 10-6-2008  | Інсбрук            | Іспанія              | 4 – 1                   | Росія                | ЧЄ 2008 - 1-й етап    | -1   |                        |
| 14-6-2008  | Інсбрук            | Швеція               | 1 – 2                   | Іспанія              | ЧЄ 2008 - 1-й етап    | -1   |                        |
| 22-6-2008  | Відень             | Іспанія              | 0 – 0 д.ч. (4 - 2 п.п.) | Італія               | ЧЄ 2008 - чвертьфінал | -    |                        |
| 26-6-2008  | Відень             | Росія                | 0 – 3                   | Іспанія              | ЧЄ 2008 - півфінал    | -    |                        |
| 29-6-2008  | Відень             | Німеччина            | 0 – 1                   | Іспанія              | ЧЄ 2008 - Фінал       | -    | 2-й чемпіонський титул |
| 20-8-2008  | Копенгаген         | Данія                | 0 – 3                   | Іспанія              | товариський матч      | -    |                        |
| 6-9-2008   | Мурсія             | Іспанія              | 1 – 0                   | Боснія і Герцеговина | Відбір до ЧС 2010     | -    |                        |
| 10-9-2008  | Альбасете          | Іспанія              | 4 – 0                   | Вірменія             | Відбір до ЧС 2010     | -    |                        |
| 11-10-2008 | Таллінн            | Естонія              | 0 – 3                   | Іспанія              | Відбір до ЧС 2010     | -    |                        |
| 15-10-2008 | Брюссель           | Бельгія              | 1 – 2                   | Іспанія              | Відбір до ЧС 2010     | -1   |                        |
| 19-11-2008 | Вілярреаль         | Іспанія              | 3 – 0                   | Чилі                 | товариський матч      | -    |                        |
| 11-2-2009  | Севілья            | Іспанія              | 2 – 0                   | Англія               | товариський матч      | -    |                        |
| 28-3-2009  | Мадрид             | Іспанія              | 1 – 0                   | Туреччина            | Відбір до ЧС 2010     | -    |                        |
| 1-4-2009   | Стамбул            | Туреччина            | 1 – 2                   | Іспанія              | Відбір до ЧС 2010     | -1   |                        |
| 9-6-2009   | Баку               | Азербайджан          | 0 – 6                   | Іспанія              | товариський матч      | -    |                        |
| 14-6-2009  | Рустенбург         | Нова Зеландія        | 0 – 5                   | Іспанія              | Кубок Конфедерацій    | -    |                        |
| 17-6-2009  | Блумфонтейн        | Іспанія              | 1 – 0                   | Ірак                 | Кубок Конфедерацій    | -    |                        |
| 24-6-2009  | Блумфонтейн        | Іспанія              | 0 – 2                   | США                  | Кубок Конфедерацій    | -2   |                        |
| 28-6-2009  | Рустенбург         | Іспанія              | 3 – 2 д.ч.              | ПАР                  | Кубок Конфедерацій    | -2   |                        |
| 5-9-2009   | Ла-Корунья         | Іспанія              | 5 – 0                   | Бельгія              | Відбір до ЧС 2010     | -    |                        |
| 9-9-2009   | Мерида             | Іспанія              | 3 – 0                   | Естонія              | Відбір до ЧС 2010     | -    |                        |
| 14-10-2009 | Зениця             | Боснія і Герцеговина | 2 – 5                   | Іспанія              | Відбір до ЧС 2010     | -2   |                        |
| 14-11-2009 | Мадрид             | Іспанія              | 2 – 1                   | Аргентина            | товариський матч      | -1   |                        |
| 18-11-2009 | Відень             | Австрія              | 1 – 5                   | Іспанія              | товариський матч      | -1   |                        |
| 3-3-2010   | Сен-Дені           | Франція              | 0 – 2                   | Іспанія              | товариський матч      | -    |                        |
| 29-5-2010  | Інсбрук            | Іспанія              | 3 – 2                   | Саудівська Аравія    | товариський матч      | -2   |                        |
| 8-6-2010   | Мурсія             | Іспанія              | 6 – 0                   | Польща               | товариський матч      | -    |                        |
| 16-6-2010  | Дурбан             | Іспанія              | 0 – 1                   | Швейцарія            | ЧС 2010 - 1-й етап    | -1   |                        |
| 21-6-2010  | Йоганнесбург       | Іспанія              | 2 – 0                   | Гондурас             | ЧС 2010 - 1-й етап    | -    |                        |
| 25-6-2010  | Преторія           | Чилі                 | 1 – 2                   | Іспанія              | ЧС 2010 - 1-й етап    | -1   |                        |
| 29-6-2010  | Кейптаун           | Іспанія              | 1 – 0                   | Португалія           | ЧС 2010 - 1/8 фіналу  | -    |                        |
| 3-7-2010   | Йоганнесбург       | Іспанія              | 1 – 0                   | Парагвай             | ЧС 2010 - чвертьфінал | -    |                        |
| 7-7-2010   | Дурбан             | Німеччина            | 0 – 1                   | Іспанія              | ЧС 2010 - півфінал    | -    |                        |
| 11-7-2010  | Йоганнесбург       | Нідерланди           | 0 – 1 д.ч.              | Іспанія              | ЧС 2010 - Фінал       | -    | 1-й чемпіонський титул |
| 11-8-2010  | Мехіко             | Мексика              | 1 – 1                   | Іспанія              | товариський матч      | -1   |                        |
| 3-9-2010   | Вадуц              | Ліхтенштейн          | 0 – 4                   | Іспанія              | Відбір до ЧЄ 2012     | -    |                        |
| 8-10-2010  | Саламанка          | Іспанія              | 3 – 1                   | Литва                | Відбір до ЧЄ 2012     | -1   |                        |
| 12-10-2010 | Глазго             | Шотландія            | 2 – 3                   | Іспанія              | Відбір до ЧЄ 2012     | -2   |                        |
| 17-11-2010 | Лісабон            | Португалія           | 4 – 0                   | Іспанія              | товариський матч      | -4   |                        |
| 9-2-2011   | Мадрид             | Іспанія              | 1 – 0                   | Колумбія             | товариський матч      | -    |                        |
| 25-3-2011  | Гранада            | Іспанія              | 2 – 1                   | Чехія                | Відбір до ЧЄ 2012     | -1   |                        |
| 29-3-2011  | Каунас             | Литва                | 1 – 3                   | Іспанія              | Відбір до ЧЄ 2012     | -1   |                        |
| 4-6-2011   | Бостон             | США                  | 0 – 4                   | Іспанія              | товариський матч      | -    |                        |
| 7-6-2011   | Пуерто-ла-Крус     | Венесуела            | 0 – 3                   | Іспанія              | товариський матч      | -    |                        |
| 10-8-2011  | Барі               | Італія               | 2 – 1                   | Іспанія              | товариський матч      | -1   |                        |
| 2-9-2011   | Санкт-Галлен       | Іспанія              | 3 – 2                   | Чилі                 | товариський матч      | -2   |                        |
| 6-9-2011   | Логроньо           | Іспанія              | 6 – 0                   | Ліхтенштейн          | Відбір до ЧЄ 2012     | -    |                        |
| 7-10-2011  | Прага              | Чехія                | 0 – 2                   | Іспанія              | Відбір до ЧЄ 2012     | -    |                        |
| 12-11-2011 | Лондон             | Англія               | 1 – 0                   | Іспанія              | товариський матч      | -    |                        |
| 15-11-2011 | Сан-Хосе           | Коста-Рика           | 2 – 2                   | Іспанія              | товариський матч      | -2   |                        |
| 29-2-2012  | Малага             | Іспанія              | 5 – 0                   | Венесуела            | товариський матч      | -    |                        |
| 26-5-2012  | Санкт-Галлен       | Іспанія              | 2 – 0                   | Сербія               | товариський матч      | -    |                        |
| 30-5-2012  | Берн               | Іспанія              | 4 – 1                   | Південна Корея       | товариський матч      | -    |                        |
| 3-6-2012   | Севілья            | Іспанія              | 1 – 0                   | КНР                  | товариський матч      | -    |                        |
| 10-6-2012  | Гданськ            | Іспанія              | 1 – 1                   | Італія               | ЧЄ 2012 - 1-й етап    | -1   |                        |
| 14-6-2012  | Гданськ            | Іспанія              | 4 – 0                   | Ірландія             | ЧЄ 2012 - 1-й етап    | -    |                        |
| 18-6-2012  | Гданськ            | Хорватія             | 0 – 1                   | Іспанія              | ЧЄ 2012 - 1-й етап    | -    |                        |
| 23-6-2012  | Донецьк            | Іспанія              | 2 – 0                   | Франція              | ЧЄ 2012 - чвертьфінал | -    |                        |
| 27-6-2012  | Донецьк            | Португалія           | 0 – 0 д.ч. (2 - 4 п.п.) | Іспанія              | ЧЄ 2012 - півфінал    | -    |                        |
| 1-7-2012   | Київ               | Іспанія              | 4 – 0                   | Італія               | ЧЄ 2012 - Фінал       | -    | 3-й чемпіонський титул |
| 15-8-2012  | Баямон             | Пуерто-Рико          | 1 – 2                   | Іспанія              | товариський матч      | -1   |                        |
| 7-9-2012   | Понтеведра         | Іспанія              | 5 – 0                   | Саудівська Аравія    | товариський матч      | -    | 72'                    |
| 11-9-2012  | Тбілісі            | Грузія               | 0 – 1                   | Іспанія              | Відбір до ЧС 2014     | -    |                        |
| 12-10-2012 | Мінськ             | Білорусь             | 0 – 4                   | Іспанія              | Відбір до ЧС 2014     | -    |                        |
| 16-10-2012 | Мадрид             | Іспанія              | 1 – 1                   | Франція              | Відбір до ЧС 2014     | -1   |                        |
| 14-11-2012 | Панама             | Панама               | 1 – 5                   | Іспанія              | товариський матч      | -1   |                        |
| 8-6-2013   | Маямі-Ґарденс      | Іспанія              | 2 – 1                   | Гаїті                | товариський матч      | -    |                        |
| 12-6-2013  | Нью-Йорк           | Іспанія              | 2 – 0                   | Ірландія             | товариський матч      | -    | 59'                    |
| 17-6-2013  | Ресіфі             | Іспанія              | 2 – 1                   | Уругвай              | Кубок Конфедерацій    | -1   |                        |
| 27-6-2013  | Форталеза          | Іспанія              | 0 – 0 д.ч. (7 – 6 п.п.) | Італія               | Кубок Конфедерацій    | -    |                        |
| 30-6-2013  | Ріо-де-Жанейро     | Бразилія             | 3 – 0                   | Іспанія              | Кубок Конфедерацій    | -3   | 2-е місце              |
| 14-8-2013  | Гуаякіль           | Еквадор              | 0 – 2                   | Іспанія              | товариський матч      | -    | 50'                    |
| 6-9-2013   | Гельсінкі          | Фінляндія            | 0 – 2                   | Іспанія              | Відбір до ЧС 2014     | -    |                        |
| 15-10-2013 | Альбасете          | Іспанія              | 2 – 0                   | Грузія               | Відбір до ЧС 2014     | -    |                        |
| 19-11-2013 | Йоганнесбург       | ПАР                  | 1 – 0                   | Іспанія              | товариський матч      | -    | 46'                    |
| 5-3-2014   | Мадрид             | Іспанія              | 1 – 0                   | Італія               | товариський матч      | -    | 46'                    |
| 7-6-2014   | Лендовер           | Сальвадор            | 0 – 2                   | Іспанія              | товариський матч      | -    | 83'                    |
| 13-6-2014  | Сальвадор          | Іспанія              | 1 – 5                   | Нідерланди           | ЧС 2014 - 1-й етап    | -5   | 65'                    |
| 18-6-2014  | Ріо-де-Жанейро     | Іспанія              | 0 – 2                   | Чилі                 | ЧС 2014 - 1-й етап    | -2   |                        |
| 8-9-2014   | Валенсія           | Іспанія              | 5 – 1                   | Північна Македонія   | Відбір до ЧЄ 2016     | -1   |                        |
| 9-10-2014  | Жиліна             | Словаччина           | 2 – 1                   | Іспанія              | Відбір до ЧЄ 2016     | -2   |                        |
| 15-11-2014 | Уельва             | Іспанія              | 3 – 0                   | Білорусь             | Відбір до ЧЄ 2016     | -    |                        |
| 18-11-2014 | Віго               | Іспанія              | 0 – 1                   | Німеччина            | товариський матч      | -    | 77'                    |
| 27-3-2015  | Севілья            | Іспанія              | 1 – 0                   | Україна              | Відбір до ЧЄ 2016     | -    |                        |
| 14-6-2015  | Борисов (місто)    | Білорусь             | 0 – 1                   | Іспанія              | Відбір до ЧЄ 2016     | -    |                        |
| 5-9-2015   | Ов'єдо             | Іспанія              | 2 – 0                   | Словаччина           | Відбір до ЧЄ 2016     | -    |                        |
| 9-10-2015  | Логроньо           | Іспанія              | 4 – 0                   | Люксембург           | Відбір до ЧЄ 2016     | -    |                        |
| 13-11-2015 | Аліканте           | Іспанія              | 2 – 0                   | Англія               | товариський матч      | -    | кап.                   |
| 27-3-2016  | Клуж-Напока        | Румунія              | 0 – 0                   | Іспанія              | товариський матч      | -    | кап.                   |
| 1-6-2016   | Вальс-Зіценгайм    | Іспанія              | 6 – 1                   | Південна Корея       | товариський матч      | -    | кап. - 74'             |
| Усього     |                    | Матчів (1 місце)     | 167                     |                      | Голів                 | -94  |                        |

## Досягнення

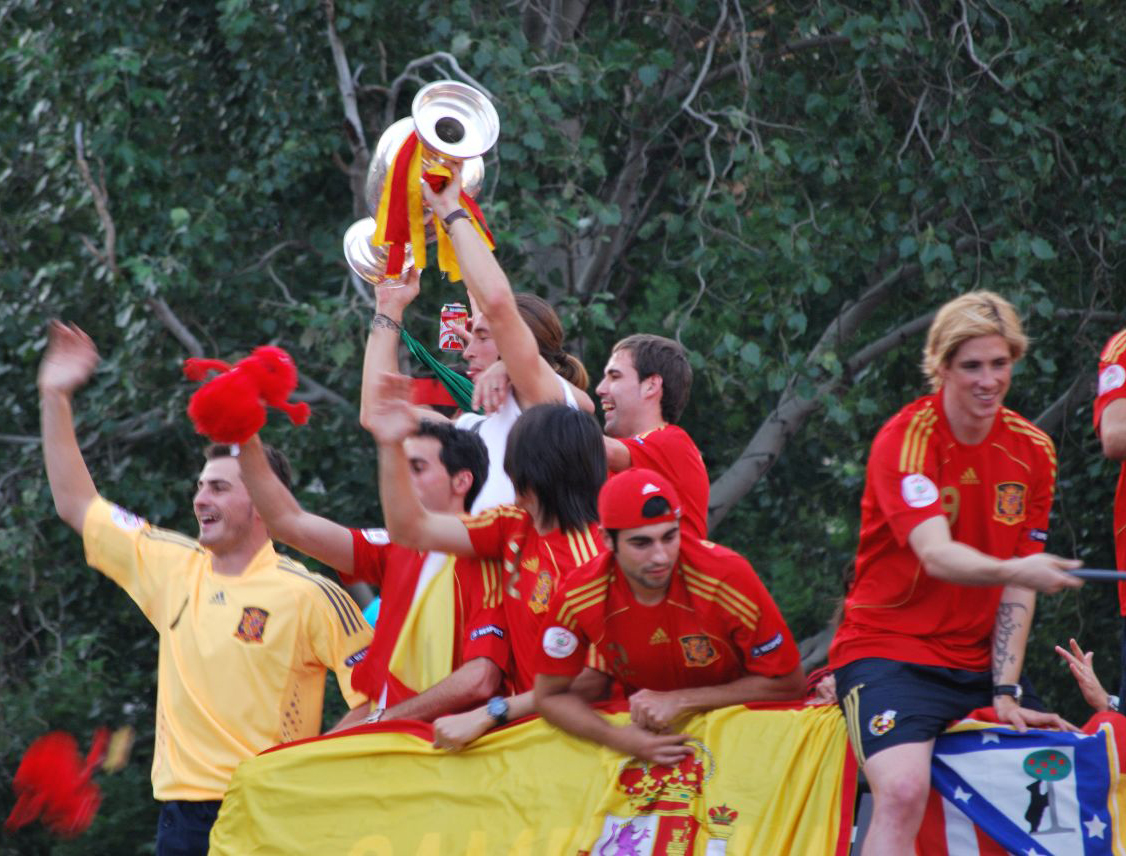
Збірна Іспанії — чемпіони Європи 2008 року. Касільяс — перший зліва.

### Командні
«Реал» (Мадрид)
- Чемпіон Іспанії: 2000—01, 2002—03, 2006—07, 2007—08, 2011—12
- Переможець Ліги Чемпіонів УЄФА: 1997—98, 1999—00, 2001—02, 2013—14
- Володар Суперкубка УЄФА: 2002, 2014
- Володар Міжконтинентального кубка: 2002
- Володар Кубка Іспанії: 2010-11, 2013—14
- Володар Суперкубка Іспанії: 2001, 2003, 2008, 2012
- Переможець клубного чемпіонат світу з футболу: 2014

«Порту»
- Чемпіон Португалії: 2017-18
- Володар Суперкубка Португалії: 2018

Збірна Іспанії
- Чемпіон Європи: 2008, 2012
- Чемпіон світу: 2010
- Чемпіон світу (U-20): 1999
- Чемпіон Європи (U-16): 1997
- Переможець Кубка Меридіан: 1999

### Особисті
- Найкращий голкіпер світу за версією Міжнародної федерації футбольної історії і статистики (2): 2008, 2009
- Найкращий молодий футболіст Європи (Трофей Браво): 2000
- Включений до символічної збірної чемпіонату Європи 2008
- Найкращий воротар чемпіонату світу 2010 року